# 拉斐尔 (1990年出生足球运动员)
拉斐尔·佩雷拉·达席尔瓦（葡萄牙語：Rafael Pereira da Silva，1990年7月9日—），是一名巴西足球运动员，司职右閘，2008年7月刚刚年满18岁时与双胞胎兄弟法比奥一起加盟曼聯，現效力於巴西足球甲級聯賽球隊保地花高。

## 生平

### 球會
拉斐爾與法比奥在里约热内卢附近的彼得罗波利斯（Petrópolis）出生及成長，如同其他巴西小孩一樣，早在5歲已踢足球為樂。在兩人參加5人賽時被弗鲁米嫩塞的球探發掘加盟，當時兩人年僅11歲。兩人為富明尼斯青年隊作賽，於2005年夏季在香港參加青年邀請賽時被曼聯時任青訓學院總監勒斯·柯爾肖（Les Kershaw）發現，曼聯隨即聯絡富明尼斯邀請兩人到曼徹斯特試訓。2007年兩會達成轉會協議，兩人於2008年1月抵達曼聯，但由於未滿18歲，需留待7月生日後才可上陣。
2008年8月4日，他第一次身穿曼联球衣在对彼得伯勒联的热身赛中出场，打满全场。8月17日，他又在联赛中首次替补出场，成为近年来代表曼联参加联赛的最年轻球员之一。
達·席爾瓦在曼聯於11月8日作客1-2不敵阿仙奴的賽事中取得個人首個英超入球。2009年4月27日獲曼聯延長兩年合約直到2013年才結束。
2012年7月2日曼聯與拉菲爾續簽4年新合約至2015/16賽季尾。

## 榮譽
曼聯
- 英格兰足球超级联赛（3）：2008–09賽季、2010–11賽季、2012–13賽季；
- 英格蘭聯賽盃（1）：2009/10年；
- 英格蘭社區盾（1）：2008年；
- 國際足協世界冠軍球會盃（1）：2008年；

## 外部連結
- （英文）曼聯官網簡介
- 90后妖人-拉斐尔[永久]
- 足球数据库：拉斐尔·达·席尔瓦的球员统计数据